# Étang de l'Olivier
L’étang de l'Olivier est un étang oligohalin (de) sur la commune d'Istres, dans les Bouches-du-Rhône, en région Provence-Alpes-Côte d'Azur, à proximité de l'étang de Berre, la 2e plus grande étendue d'eau salée d'Europe.

## Géographie

### Topographie
C'est le plus septentrional du chapelet d'étangs situés entre le bras oriental du Rhône et la grand lagune de 15 000 ha que forme l'étang de Berre. Il est dans une grande cuvette ovale, longue de 2,5 km et large de 1,5 km au nord de la ville d'Istres, à 55 km de Marseille, 10 de Martigues, 45 d'Arles. On peut en faire le tour en parcourant 10,7 km, sur un sentier aménagé. La Statistique de 1821, lui donne 260 ha de superficie. Ce chiffre est à la baisse en 1892, il ne fait plus que 211ha. Des travaux de transformations sur la berge sud, portent sa superficie au chiffre de 225 ha ou 220 selon la sécheresse. Son hypolimnion est situé à 10 mètres de fond. Au sud de l'étang, s'avance un éperon rocheux en safre sur lequel est implanté le petit oppidum du Castellan, qui n'a guère été fouillé. Il possède, selon Bernard Bouloumié « les mêmes caractéristiques que l'oppidum de Saint-Blaise, distant de 7 km, puisqu'on y retrouve des documents étrusques archaïques ». La géologie des lieux de Matheron le classe en terrain de craie et grès vert.

### Hydrographie
L'édification de la branche d'Istres et du Canal de Craponne en 1564, avec le déversement de l'eau douce de la Durance bouleversèrent son écosystème. Agrandissant sa superficie afin de maintenir son niveau pour éviter les inondations, un canal avec l'étang de Berre fut réalisé sur une longueur d'environ 600 mètres dont 400 en souterrain, en 1667. Aujourd'hui, un canal le relie toujours à l'étang de Berre. il reçoit les eaux de pluie. Il ne reçoit aucun affluent.
On sait que les eaux de l'hypolimnion de cet étang présentent au cours de la période estivale un déficit pratiquement permanent en oxygène avec dégagement de H²S, ce qui contribue à l'installation d'une stratification des couches d'eau de densité différentes. Cas signalés en 1954, Schachter, Senez, Gilleron et, en 1958, Schachter.

### Salinité
Autrefois les eaux de cet étang étaient très salées, plus qu'à l'étang de Lavalduc. La Statistique de 1821 et l'Inventaire de Delebecque de 1896, donnent 23 à 25 %, ce qui est la limite de la saturation selon l'échelle de l'aéromètre de Baumé. Avec ses 10 mètres de profondeur il n'est pas possible d'utiliser cet étang comme marais salant. Il faut alors envisager que les abords, dans la partie sud, autour du Castellan, étaient pourvus d'installations dont on n'a plus aucune trace. L'origine même de la présence de sel est encore sujet à discussion, car il n'est pas évident d'y faire entrer régulièrement de l'eau de mer ; le fond étant étanche, il n'a pas d'affluent, ni d'ouverture, ce qui n'est pas le cas aujourd'hui puisqu'il est en contact avec l'étang de Berre par un canal souterrain. Il n'a plus de salinité.

### Climat
Tout autour des étangs de l'intérieur, le climat des Bouches-du-Rhône prédomine, c'est un climat méditerranéen. Les précipitations sont violentes au printemps et à l'automne. Avec une moyenne annuelle de 500 mm d'eau, les étés sont très chauds et les hivers doux. Le mistral, qui souffle une centaine de jours par an, est parfois très violent, avec des pointes à plus de 100 km/h.

## Occupation humaine de l'étang

### De l'Antiquité auXIXesiècle
Son sel fut exploité jusqu'au XVIe siècle sur le pourtour de l'étang qui était plus petit, ainsi que ses coquillages et ses poissons. Au nord de l'étang, se trouve un atelier de potier produisant des amphores vinaires de type G4-G5 au lieu-dit Sivier, jouxtant un établissement viticole de 2,5 ha, taillé dans le banc de molasse, comportant un grand fouloir et un petit cuveau. L'atelier de potier s'étend sur 2 ha, ce qui en fait un des plus grands de la Gaule et sa production devait servir à d'autres producteurs locaux que celui qui est établi près de lui. Ces deux fabriques furent actives du Ier siècle av. J.-C. au VIe siècle.
Une voie gauloise partait de ce lieu en direction du sud reliant l'oppidum de Saint-Blaise avec un embranchement en direction d'Arelate (Arles), de Fossae Marianae (Fos-sur-Mer), en passant entre l'étang de Lavalduc, l'étang d'Engrenier et l'étang de l'Estomac, l'autre en direction de  Maritima Avaticorum (Martigues) en passant entre l'étang de Citis et celui de Lavalduc. Au nord, passaient deux voies, l'une en direction de la via Aurélia, la seconde en direction de Miramas et Aix-en-Provence, avec une bifurcation vers « Merveille ».
La chapelle Saint-Sulpice date du XIe siècle et a été construite en style roman avec une lanterne des morts.

### DuXIXesiècleà nos jours
La rive ouest a une rocade aménagée avec de beaux espaces verts, des jeux pour les enfants, et l'été des pédalos et des bateaux électriques. Un club d'aviron et des activités de canoë-kayak complètent la base nautique avec un jardin méditerranéen. Un jet d'eau a été implanté dernièrement pour permettre une amélioration de l'oxygénation de l'eau. Sa hauteur est de 50 mètres, ce qui en fait le plus haut de France. Cependant cet aspect écologique suscite débats et controverses et son efficacité est remise en cause. Il apparaît plus comme un élément touristique qu'environnemental.

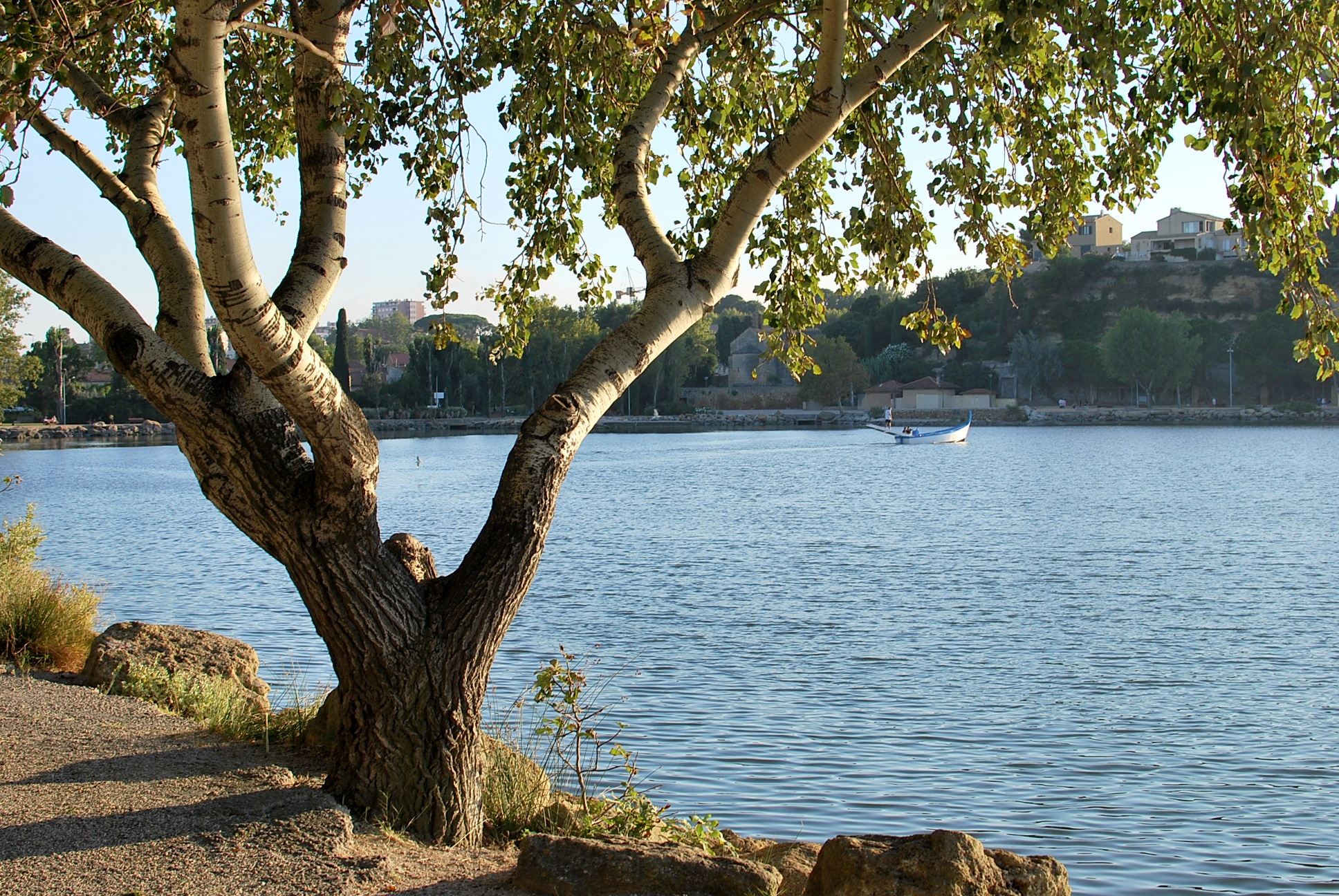
La rive ouest.
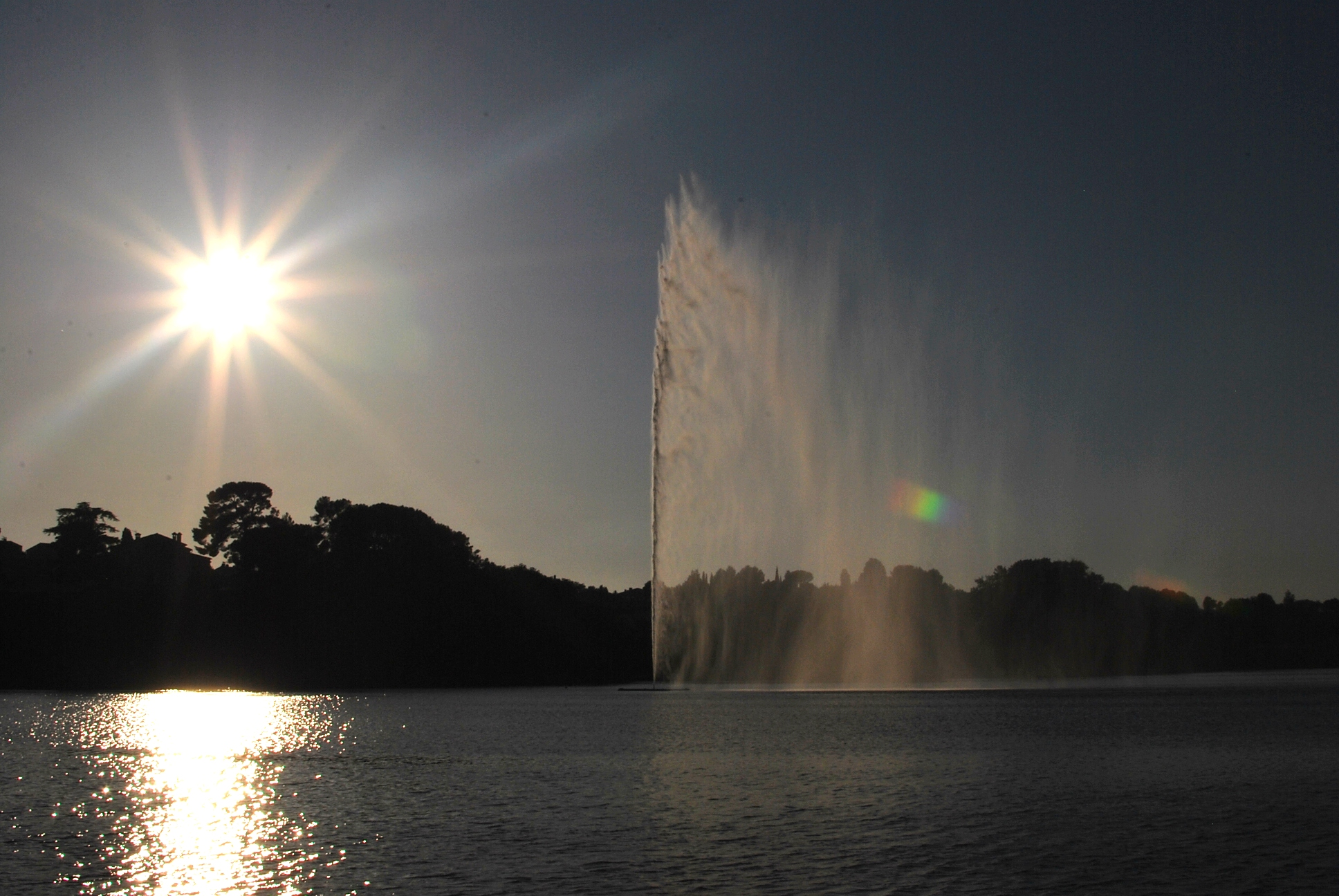
Le jet d'eau .

## Flore et faune de l'étang
Cet étang hypereutrophe du bassin versant de l'étang de Berre, entouré de pinèdes, subit les proliférations d'algues et de cyanobactéries qui constituent des nuisances. Aucun changement significatif n'a été observé dans cet étang, que ce soit au niveau de la salinité ou de la prolifération des algues. La détection de microcystine (hépatotoxine), synthétisée par la planktothrix agardhii, est toujours prédominante dans cet étang.
La légende dit que la nuit la coulobre sortait des eaux pour boire le sang frais des moutons qui paissaient autour de l'étang.
Un plateau mollassique se situe entre la Crau et l'étang de Berre, appelé le Castellan, où se forment de petites zones humides occupant des dépressions d'origines éoliennes.

### Flore
Le pourtour de l'étang est constitué de roselières, où les oiseaux viennent nicher et se reproduire. Il était autrefois entouré de vignes et d'oliviers. La végétation est composée d'interomorpha intestinalis, de ruppia maritima, de chaetomorpha spiralis, de zostera, de gobius microps KR et de monocotylédones, comme l'asphodelus ayardii, qui servaient dans l'Antiquité à fleurir les tombes des morts, d'où la légende du Pré de l'Asphodèle, lieu des Enfers, dans la mythologie grecque.
Dans les Dicotylédones, on trouve l'hedysarum spinosissimum subsp, l'heliantherum marifolium, la lavatera punctata, le limonium cuspidatum et le lythrum tribacteatum.
Dans les garrigues il existe un peuplement d'hélianthèmes à feuilles de marum. Sur les coteaux marneux bien exposés, d'une grande sécheresse en été, se trouvent les pelouses du convolvulo-ononidetum pubescenti, principalement sur le Castellan. Au même endroit, se trouvent, sur les parties de ce coteau soumises aux embruns salés, le très rare statice de Provence. Il y avait autrefois, des peuplements de salicaires à trois bractées, dans les secteurs humides.

### Faune
En 1967, au mois de septembre, un épandage de lindane pour démoustiquer est venu aggraver la pollution due au départ à une crise de dystrophie estivale, causant la mortalité de la faune de l'étang. Les nombreux poissons rejetés sur les berges comportaient des asthérines: Atherina boyeri; des Mugil cephalus, Liza aurata,Liza ramada, des Chevesnes, Sandres, Anguilles, muges, carpe, brèmes. Parmi les invertébrés:Sphaeroma hookeri Lesch, Chironomes,mollusques
Les oiseaux sont les mêmes que ceux rencontrés sur l'étang de Berre. Sur le plateau du Castellan: Bubo bubo, tadorna tadorna

## Organisation administrative
- Propriété de la ville d'Istres, qui souhaite faire classer l'étang en eaux closes, alors que la Fédération Départementale de pêche souhaiterait qu'il le fut en eaux libres
- Classé en zone ZNIEFF n°13-129-100, zone terrestre de type:II, Inventaire du Patrimoine Naturel de Provence-Alpes Côte d'Azur[8].